# Michael Gilbert
Michael Gilbert född 17 juli 1912 i Lincolnshire, England, död 8 februari 2006, var en engelsk författare.
Gilbert arbetade som advokat i London, samtidigt som han var en produktiv författare av kriminallitteratur. De flesta av hans böcker skrevs på tåget under hans dagliga femtio-minuters pendelresa till arbetet. Hans första roman, Close Quarters gavs ut 1947. Hans sista utgåva var Over and Out 1999.
Som kriminalförfattare rörde han sig inom hela spektret av subgenren, från polisromaner via spionhistorier, rättsdrama och klassiska deckare till thrillers. 
Hans roman Smallbone Deceased (1950) finns på Top 100 Crime Novels of All Time-listorna till både brittiska Crime Writers' Association och Mystery Writers of America.